# 迪靈鎮區 (北達科他州麥克亨利縣)
迪靈鎮區（英語：Deering Township）是位於美國北達科他州麥克亨利縣的一個鎮區。

## 地方資料
迪靈鎮區的面積為93.34平方千米，當中陸地面積為93.11平方千米，而水域面積為0.23平方千米。根據2020年美國人口普查的數據，當地共有人口93人，而人口密度為每平方千米1人。